# منتخب إيران لكأس فيد
منتخب إيران لكأس فيد (بالفارسية: تیم فدکاپ ایران) هو ممثل إيران الرسمي في كرة المضرب في كأس فيد.